# Nivolas-Vermelle
Nivolas-Vermelle – miejscowość i gmina we Francji, w regionie Owernia-Rodan-Alpy, w departamencie Isère.
Według danych na rok 1990 gminę zamieszkiwało 1638 osób, a gęstość zaludnienia wynosiła 269 osób/km² (wśród 2880 gmin regionu Rodan-Alpy Nivolas-Vermelle plasuje się na 522. miejscu pod względem liczby ludności, natomiast pod względem powierzchni na miejscu 1429.).